# Sutsilvan nyelvjárás

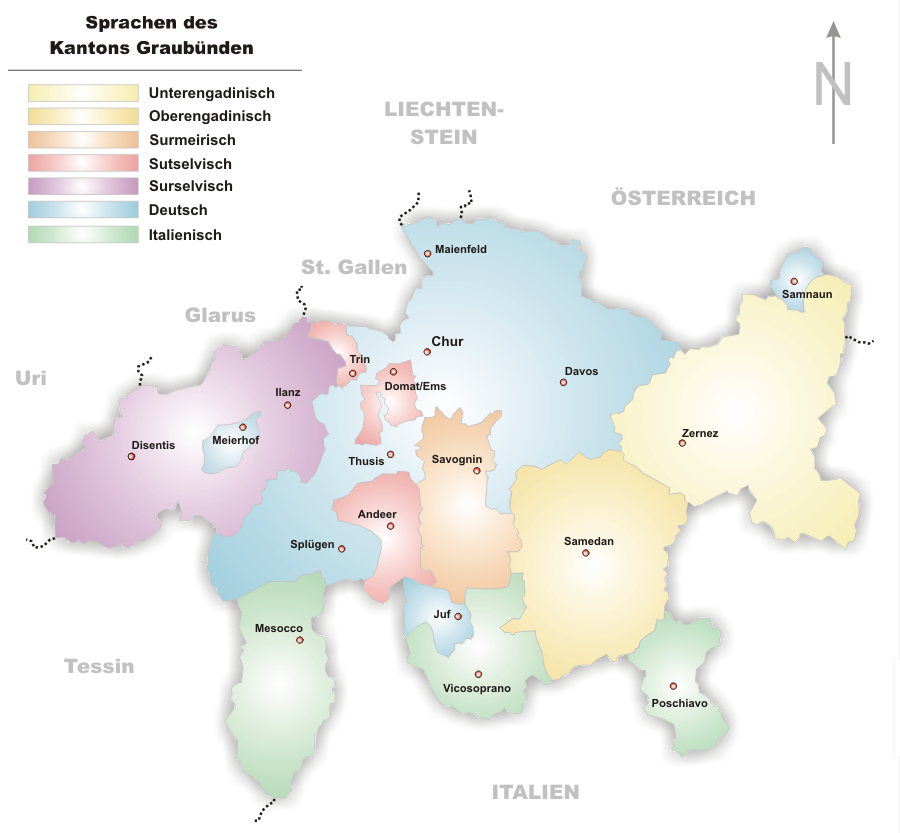
A romans nyelv nyelvjárásai. A sursilvan dialektus a középnyugaton van, piros színnel jelölve.

A sutsilvan nyelvjárás (romansul Sutsilvan) egyike az öt romans nyelvjárásnak, melyet Sutsilva környékén beszélnek a svájci Graubünden kantonban.

## Példaszöveg
A következő szöveg sutsilvan és standard romans nyelven, valamint magyar fordításban:
| Sutsilvan nyelvjárás | (Standard) romans | Magyar |
| --- | --- | --- |
| La gualp eara puspe egn'eada fumantada. Qua â ella vieu sen egn pegn egn corv ca taneva egn toc caschiel ainten sieus pecel. Quegl gustass a mei, â ella tartgieu, ed â clamo agli corv: "Tge beal ca tei es! Scha tieus tgànt e aschi beal sco tia pareta, alura es tei igl ple beal utschi da tuts". | La vulp era puspè ina giada fomentada. Qua ha ella vis sin in pign in corv che tegneva in toc chaschiel en ses pichel. Quai ma gustass, ha ella pensà, ed ha clamà al corv: "Tge bel che ti es! Sche tes chant è uschè bel sco tia parita, lura es ti il pli bel utschè da tuts". | A róka újra éhes volt. Akkor meglátott az egyik fenyőn egy hollót, amely egy darab sajtot tartott a csőrében. Az ízlene nekem, gondolta, és felszólt a hollónak: "Milyen szép vagy! Ha az éneked is olyan szép, mint te, akkor te vagy a madarak között a legszebb". |

## Lásd még
- Rétoromán dialektusok